# DMK Deutsches Milchkontor
DMK Deutsches Milchkontor Gmbh, kan även kallas DMK Group, är ett tyskt multinationellt mejerikooperativ som ägs av 4 600 mjölkbönder som förser mejerikooperativet med 5,3 miljarder kilogram (kg) mjölk. DMK har verksamheter i Italien, Nederländerna, Ryssland och Tyskland. Mejerikooperativet ägs till 90% av Deutsches Milchkontor eG medan de resterande 10% ägs av nederländska Drents Overijsseise Coöperatie Kaas UA.

## Historik
Den 3 februari 2011 meddelade Nordmilch att 98,5% av deras ägarrepresentanter hade godkänt en fusion med Humana Milchindustrie och det nya fusionerade mejerikooperativet skulle heta DMK Deutsches Milchkontor. 93,3% av Humanas ägarrepresentanter hade redan godkänt fusionen vid ett tidigare tillfälle. Båda beslutade om att fusionen skulle juridiskt ha ägt rum den 1 juli 2010 medan den gemensamma kommersiella verksamheten skulle starta den 1 maj 2011. Mejerikooperativen hade dock valt ett upplägg där de hade varsin seperat styrelse som framförde sina åsikter på ett årligt ägarmöte men båda insåg senare att detta upplägg var för krångligt. I juni 2012 slogs styrelserna ihop. Redan 2004 hade parterna planer om att genomföra en fusion men det genomfördes dock aldrig efter det visades sig att Nordmilch hade då för svaga finanser.
Den 8 april 2025 meddelade DMK att man hade för avsikt att bli fusionerad med det danska mejerikooperativet Arla Foods i syfte att bilda Europas största mejerikooperativ. I juni ska de två mejerikooperativens ägarrepresentanter rösta om den tilltänkta fusionen medan i slutet av 2025 beräknar man att berörda myndigheter har givit utlåtande om fusionen. Det gemensamma mejerikooperativet kommer dock fortsättningsvis heta Arla Foods och vara registrerad i Viby (Århus) i Danmark.